# 安粛道
安粛道（あんしゅく-どう）は中華民国北京政府により設置された甘粛省の道。

## 沿革
1913年（民国2年）、清代の安粛道に辺関道として設置。観察使は酒泉県に置かれ、下部に酒泉、金塔、高台、毛目、安西、敦煌、玉門の7県を管轄した。1914年（民国3年）5月に観察使が道尹と改められた。1927年（民国16年）に廃止されている。

## 行政区画
廃止直前下部の7県を管轄した。（50音順）
- 安西県
- 玉門県
- 金塔県
- 高台県
- 酒泉県
- 敦煌県
- 毛目県